# Matsuri Hino
Matsuri Hino (jap. 樋野 まつり, Hino Matsuri; * 24. Januar 19xx in Sapporo, Hokkaidō) ist eine japanische Manga-Zeichnerin, deren Werke sich an jugendliche Mädchen richten und dem Shōjo-Genre zuzuordnen sind. Sie arbeitet für den Hakusensha-Verlag.
Bevor sie mit der 16-seitigen Kurzgeschichte Kisu no honto no imi wo oshiete im Juni 1995 ihren ersten Manga im Manga-Magazin LaLa veröffentlichte, hatte sie in einem Buchladen gearbeitet. Nur neun Monate vor ihrem Debüt als professionelle Zeichnerin hatte sie sich für diesen Berufsweg entschieden. Für ihr Erstlingswerk gewann sie den 40. LMS Diamond Rookie Shō, einen Preis zur Förderung talentierter Nachwuchsmangaka. Es folgte das 40 Seiten umfassende Werk Kono Yume ga Sametara für das Magazin LaLa DX, für das sie eine weitere Auszeichnung erhielt, den neunten LMG Gold Debut Shō, einen Preis für herausragende Erstveröffentlichungen japanischer Comiczeichner.
In den folgenden Jahren zeichnete sie weitere kurze Mangas für LaLa und LaLa DX, ehe sie im Februar 1999 ihre erste Serie begann, Toraware no Mi no Ue. Der Manga über ein Mädchen, dessen Familie wegen eines Diebstahls eines Vorfahren verflucht ist, endete 2002 nach über 850 Seiten. Bereits kurze Zeit später erschien das erste Kapitel ihres nächsten Mangas Merupuri – Der Märchenprinz im LaLa, der in über 700 Seiten von einem sich nach einem Märchenprinzen sehnenden Mädchen erzählt und unter anderem ins Französische, Englische und Deutsche übersetzt wurde.
Seit November 2004 arbeitet Hino für LaLa an Vampire Knight, das an einer Schule spielt, an der tagsüber normaler Unterricht stattfindet, an der nachts allerdings Vampire unterrichtet werden. Der Manga ist ihr bislang größter Erfolg; er wird als Anime-Fernsehserie umgesetzt, verkaufte sich bisher über zwei Millionen Mal und wird in mehrere Sprachen übersetzt. So erscheint er auf Deutsch im Manga-Magazin Daisuki.

## Werke (Auswahl)
- Kisu no Honto no Imi wo Oshiete (キスの本当の意味を教えて), 1995
- Kono Yume ga Sametara (この夢が覚めたら), 1995
- Gefangene Herzen (とらわれの身の上, Toraware no Mi no Ue), 1999–2002
- Merupuri – Der Märchenprinz (めるぷり メルヘン☆プリンス, Merupuri Meruhen Purinsu), 2002–2004
- Pirat gesucht! (ウォンテッド), 2003–2004
- Vampire Knight (ヴァンパイア騎士, Vampaia Naito), 2004–2013
- Shuriken und Faltenrock (手裏剣とプリーツ Shuriken to Pleats), 2014